# Кремінь Тарас Дмитрович

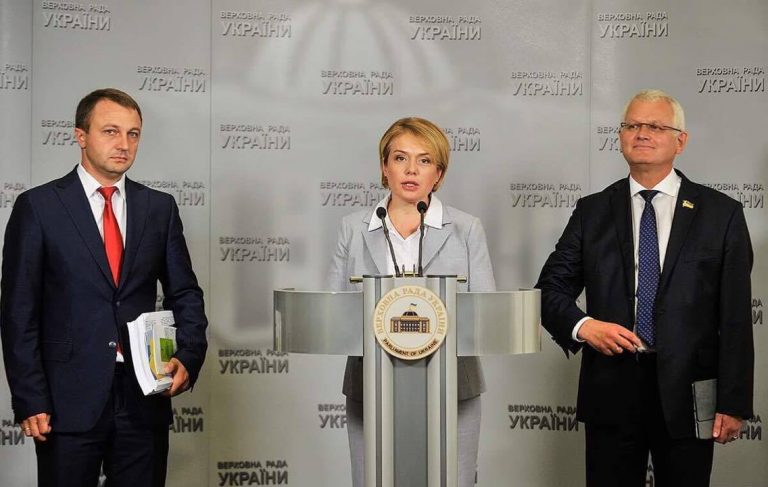
Тарас Кремінь, Лілія Гриневич, Олександр Співаковський. 2017.

Тара́с Дми́трович Кре́мінь (нар. 10 червня 1978, смт Казанка, Миколаївська область) — український політик, науковець, громадський діяч.
Голова Миколаївської обласної ради VI скликання (2014). Народний депутат України VIII скликання від Політичної партії «Народний Фронт» (2014—2019).
З 8 липня 2020 року працював Уповноваженим із захисту державної мови (мовним омбудсменом). Строк призначення — 5 років (до 8 липня 2025 року).
Син українського поета, лауреата Шевченківської премії Дмитра Креміня.

## Життєпис

### Освіта
По закінченню ЗОШ № 10 Миколаєва навчався в Миколаївському державному педагогічному університеті, одержав диплом з відзнакою, здобувши кваліфікацію вчителя української мови і літератури та англійської мови і зарубіжної літератури (1995–2000).
2001—2004 — аспірант відділу української літератури XX століття Інституту літератури імені Тараса Шевченка НАН України. Науковий керівник — доктор філологічних наук, професор Ю. І. Ковалів. 2005 р. захистив дисертацію на здобуття наукового ступеня кандидата філологічних наук за темою: «Концептуалізація історіософського міфу в ліриці 1960—1980-х рр».
Закінчив докторантуру на кафедрі української та зарубіжної літератури і методики їх викладання ДВНЗ «Переяслав-Хмельницький державний педагогічний університет імені Григорія Сковороди». Тема дисертації — «Еволюція епосу та ліро-епосу в українській літературі X—XXI ст.».

### Підвищення кваліфікації
- 2008 — програма «Swedish institute», навчання в Folkuniversitetet при Lund University за SI Visby програмою «Life-long Learning: Eduation in Sweden».
- 2018 — Українська школа законотворчості Інститут законодавства Верховної Ради України за напрямком «Міжнародне право».
- 2019 — програма Американських рад з міжнародної освіти «Open World», «Rule of Law Program» (Leadership center).
- 2019 —  програма «Відповідальне лідерство» в «The Aspen Institute Kyiv».
- 2025 — Курс стратегічного управління вищого рівня державної політики L — 5 (Інститут профеійної військової освіти «Вишкіл лідерів»), Національний університет оборони України/

### Трудова діяльність
2000—2010 рр. — викладач, старший викладач, доцент кафедри української літератури, заступник декана Миколаївський національний університет імені В. О. Сухомлинського, керівник мистецької агенції «ЛАКМУС». Також викладав українську літературу в Миколаївській філії КНУКіМ (2001-2002), Чорноморському національному університеті імені Петра Могили (2011—2012), був методистом Миколаївського територіального відділення НЦ «Мала академія наук України» (2004-2014), професором Миколаївського обласного інституту післядипломної педагогічної освіти.
Професор у Миколаївський національний аграрний університет (2014 і дотепер). Почесний президент Миколаївського територіального відділення НЦ «Мала академія наук України».
Член Наглядової ради Київського університету імені Бориса Грінченка (2018—2024), Державного університету «Київський авіаційний інститут» (2015—2019), Таврійського державного агротехнологічного університету імені Дмитра Моторного (з 2023 р. і дотепер).
З 8 липня 2020 року по 8 липня 2025 року працював Уповноваженим із захисту української мови. 2 липня 2025 року Кабміну ухвалив рішення про звільнення з посади з 8 липня 2025 року у зв'язку з закінченням строку призначення на посаду.

### Публікації
Друкується з 1993 року. Автор понад 300 статей з історії української літератури Х-ХХІ ст., науково-методичних рекомендацій до проведення фольклорної практики, а також до навчальних курсів «Фольклористика», «Сучасний літературний процес», дописів до «Шевченківської енциклопедії», «Шевченківського словника Миколаївщини», «Енциклопедії сучасної України», публікацій та виступів в українських та зарубіжних медіа. Він упорядкував низку літературних антологій молодих митців України. Серед них:
1. Золота арфа: творчість молодих митців Миколаївщини / ред. кол. : М. Димитров, В. Бойченко, Д. Кремінь [та ін.] ; упоряд. Т. Кремінь. — Миколаїв: Можливості Кіммерії, 2003. — Вип. 3. — 130 с.
2. Золота арфа: творчість молодих митців Миколаївщини / ред. кол. : М. Димитров, В. Качурін, Д. Кремінь [та ін.] ; упоряд. Т. Кремінь.  — Миколаїв: Атол, 2004. — Вип. 4. — 254 с.
3. Борвій: альм. творчості молодих / ред. кол. : А. Олійник, Д. Кремінь, А. Маляров [та ін.] ; упоряд. Т. Кремінь. — Миколаїв: Іліон, 2007. — Вип. 3. — 172 с.

Видав низку книг з історичного та літературного краєзнавства, серед яких:
1. Кремінь Т. Потік води живої: до 100-річчя заснування Миколаївського міського водопроводу, 1906—2006. — Миколаїв: Іліон, 2006. — 250 с. : іл.
2. Кремінь Т. Прокуратура правової держави / за ред. М. С. Стоянова. — Миколаїв: Іліон, 2007. — 223 с. — (До ювілею прокуратури Миколаїв. обл., 1937—2007).
3. Кремінь Т. Камінний хліб: голодні 1932-33 роки на території Новоодещини: наук.-публіцистичне вид. — Миколаїв: Іліон, 2008. — 178 с. : іл.
4. На захисті людини. Міліція Миколаївщини: історія та сьогодення: у 2 т. / за ред. генерал-майора міліції А. В. Науменка, підполковника Ю. О. Чернеги, підполковника І. В. Донченка ; Т. Д. Креміня (кер. авт. проекту) [та ін.]. — Миколаїв: ТОВ «Фірма Іліон», 2008. — Т. 1 : 1789—1945 рр. — 208 с.
5. Тернова зоря родоводу / уклад. Т. Кремінь. — Миколаїв: Іліон, 2008. — 216 с. — (Бібліотека родинної пам'яті).
6. Українська Атлантида Дмитра Кременя: дискурс творчості (у співавт. з Л. В. Старовойт). Миколаїв: Іліон, 2020. — 328 с.
7. Стріла часу. — Київ: Автограф, 2025. — 224 с. (вибрані наукові розвідки, есе та інтерв'ю).

Упорядник фотоальбому полотен народного художника України Андрія Антонюка ([Образотворче видання]: фотоальбом / упор. Т. Кремінь. — Київ, 2016. — 20 с. : іл.), а також книги спогадів «Сто слів про Андрія Антонюка» (2020).
Тарас Кремінь — дослідник творчості Дмитра Креміня, організатор наукових конференцій та заходів на вшанування його пам'яті. Він — упорядник більшості поетичних книг батька. Серед них:
1. Літопис: вибране / Д. Кремінь ; вступ. ст. Ю. І. Коваліва ; ред. В. А. Карнаух ; набір Т. Д. Кремінь. — Миколаїв: Можливості Кіммерії, 2003. — 451 с.
2. Вибрані твори / Д. Кремінь ; вступ. ст. Ю. І. Коваліва ; упоряд. Т. Д. Кремінь. — Одеса: Маяк, 2007. — 632 с. — (Бібліотека Шевченківського комітету).
3. Лампада над Синюхою: альб.-антол. / А. Д. Антонюк, Д. Д. Кремінь ; літ. ред. Т. Д. Кремінь. — Миколаїв: Атол, 2007. — 216 с. : іл.
4. Скіфське золото: вибрані вірші та симфонії / Д. Кремінь ; упоряд. Т. Д. Кремінь ; худож. Ю. С. Гуменний. — Миколаїв: Іліон, 2008. — 396 с.
5. Цілком особисто (приватні листи Віталія Коротича до Дмитра Креміня / В. Коротич ; упоряд. Т. Кремінь. — Харків: Фоліо, 2011. — 412 с.
6. Медовий місяць у Карфагені: вибрані вірші та симфонії / Д. Кремінь ; упоряд. Т. Д. Кремінь ; худож. Ю. С. Гуменний. — Миколаїв: Іліон, 2014. — 252 с. : іл. — (Південна бібліотека).
7. Ласкава Мирослава: [вірші] / Д. Кремінь. — Миколаїв: Іліон, 2015. — 16 с.
8. Скрипка з того берега: лірика / Д. Кремінь ; упоряд. Т. Д. Кремінь ; худож. Ю. С. Гуменний. — Миколаїв: Іліон, 2016. — 88 с.
9. З днів шалених (рання лірика та «закарпатський цикл» віршів Дмитра Кременя) / Д. Кремінь. — Миколаїв: Іліон, 2021) та ін.
10. Український апокриф. Вибрані та останні твори. / Д. Кремінь ; упоряд. Т. Д. Кремінь. — «Ваш автограф». — 2023. — 272 с.
11. Сива райдуга. Книга віршів, есе і роздумів / Д. Кремінь ; упоряд. Т. Д. Кремінь, О. І. Кремінь. — К.: Ярославів Вал, 2024. — 500 с

## Політична діяльність

### Діяльність у Миколаївській обласній раді VI скликання
З 2010 — депутат Миколаївської обласної ради від «Фронту Змін», член постійної комісії з питань культури, освіти та науки, сім'ї, молоді та спорту.
2012 року балотувався до Верховної Ради України від ВО «Батьківщина» (173 у списку).
2013—2014 — в.о. голови Миколаївської обласної організації Всеукраїнське об'єднання «Батьківщина» (вересень 2013 — березень 2014). Один із лідерів Євромайдану в Миколаєві. Організатор збору гуманітарної допомоги (теплі речі, медикаменти, продукти харчування, придбання квитків) для учасників столичного Євромайдану, акцій спротиву, мітингів на підтримку очищення влади.
З 2014 — перший в Україні переобраний після Революції Гідності голова Миколаївської обласної ради (25 лютого — 27 листопада 2014).
З початком російсько-української війни увійшов до складу Ради оборони Миколаївської області, брав активну участь у захисті органів державної влади, місцевого самоврядування, військових частин від захоплення в період «параду республік» (створення терористичних організацій ОРДЛО), проведення псевдореферендумів тощо.
Серед ініціаторів (2 березня 2014 року) 11-тисячного маршу за єдність України; засновник ради волонтерів Миколаївщини зі збору гуманітарної допомоги військовослужбовцям, добровольчим підрозділам, переселенцям. Брав активну участь у розселенні військових частин, що прибували з Криму до Миколаєва. Організатор телемарафонів, масових акцій, звернень до керівництва інших регіонів зі збору гуманітарної допомоги на потреби ЗСУ.
За підтримки Ощадного банку України зібрав понад 1 млн грн. на виготовлення броньованої машини швидкої допомоги «Святий Миколай» для 79 десантно-штурмової бригади.
Ініціатор міжнародної гуманітарної допомоги родинам військових льотчиків за сприяння Надзвичайного і Повноважного Посла Латвійської Республіки в Україні п. Argita Daudze (серпень 2014 р.). Один з організаторів ліквідації наслідків вибуху багатоповерхівки в Миколаєві на вул. Лазурна, 40 та пошуку джерел для придбання житла родинам постраждалих.
Учасник Третього Загальноукраїнського круглого столу національної єдності (21 травня 2014 року) в Миколаєві за участі Прем'єр-міністра України Арсенія Яценюка, виїзного засідання Кабінету Міністрів України та акцій із вручення квартир постраждалим миколаївцям.

### Діяльність у Верховній Раді VIII скликання
У Верховній Раді України VIII скликання — голова підкомітету з питань дошкільної, загальної середньої, інклюзивної освіти, а також забезпечення реалізації права на освіту осіб, місцем проживання яких є тимчасово окупована територія, територія проведення антитерористичної операції та територія населених пунктів на лінії зіткнення Комітету Верховної Ради України з питань науки і освіти. Член колегії Міністерства освіти і науки України (2016—2019).
Голова Міжфракційного депутатського об'єднання «Миколаївщина», співголова Міжфракційного депутатського об'єднання «Південь України».
Член груп з міжпарламентських зв'язків з Латвійською Республікою, Аргентинською Республікою, Королівством Норвегія, Чеською Республікою, Об'єднаними Арабськими Еміратами, Румунією, Федеративною Республікою Бразилія, Королівством Швеція.
Пріоритетні напрямки в депутатській діяльності: освіта, наука, інновації; мовна політика; доступ осіб з особливими освітніми потребами до освітніх послуг; державна підтримка учасників бойових дій та членів їх родин; державна підтримка правоохоронних органів; оснащення армії та підвищення її боєздатності; відновлення державних житлових програм для молоді; медична реформа; відновлення доріг Миколаївщини.
Автор та співавтор 180 законодавчих ініціатив, 44 з яких стали чинними актами. Серед них — закони України «Про наукову і науково-технічну діяльність», «Про освіту», «Про фахову передвищу освіту», «Про забезпечення функціонування української мови як державної», «Щодо соціального захисту резервістів, які постраждали внаслідок участі в антитерористичній операції, та членів їх сімей», щодо соціального захисту колишніх працівників органів внутрішніх справ України, «Про джерела фінансування дорожнього господарства України» (утворено дорожний фонд) та ін.

#### Активність
Засідання Верховної Ради України — 91 %, Комітету — 99 %[джерело?]. Виступів з місця під час пленарних засідань — 69, з трибуни — 14[джерело?].

### Парламентські вибори 2019 року
На парламентських виборах 2019 року був кандидатом від партії «Українська стратегія Гройсмана», № 28 у списку.

## Державна службова діяльність
8 липня 2020 року на засіданні Кабінету Міністрів України був обраний Уповноваженим із захисту державної мови.
Відповідно до частини п'ятої статті 49 Закону Уповноважений щороку готує і не пізніше 1 травня року, наступного за звітним, подає Кабінету Міністрів України та представляє громадськості річний публічний звіт про свою діяльність і про стан дотримання цього Закону. 2021 року оприлюднено перший Річний звіт про стан дотримання Закону України «Про забезпечення функціонування української мови як державної» у 2020 році, 2022-го — другий, 2023-го — третій, 2024-го — четвертий, 2025-го — п'ятий
На думку Т. Креміня, "після першої невдалої спроби її запуску головна мовозахисна інституція країни, яка боронить українську мову та мовні права громадян України в усіх сферах суспільного життя, довела свою спроможність, неупередженість, відкритість і незалежність. На першому етапі нам вдалося відстояти Закон України «Про забезпечення функціонування української мови як державної» в Конституційному Суді України; відбити численні спроби погіршити норми закону, відтермінувати його окремі статті та послабити становище державної мови; скасувати антиконституційні рішення органів місцевого самоврядування щодо т. зв. регіональних мов; розвіяти міфи російської пропаганди щодо «шпрехенфюрера», «мовну поліцію», «каральні функції Уповноваженого» тощо.
Важлива сторінка виконання Закону, — затвердження Кабінетом Міністрів України (березень, 2024) провідного мовно-політичного документа воєнного часу: Державної цільової національно-культурної програми забезпечення всебічного розвитку і функціонування української мови як державної в усіх сферах суспільного життя на період до 2030 року. Переконаний у тому, що синхронність її виконання з природним бажанням громадян України вільно володіти державною демонструватиме позитивну динаміку і надалі.
Невід'ємним компонентом мовної політики стала її регіональна складова. За співпраці з усіма обласними та міськими військовими адміністраціями, органами місцевого самоврядування та громадськими організаціями протягом цих 5 років розроблено і затверджено рекордну 481 обласну та місцеву мовні програми з відповідними показниками, фінансуванням і здобутками. Серед тих областей держави, всі чи переважна більшість громад яких ухвалили такі суспільно-важливі документи, що передбачили відкриття мовних курсів і розмовних клубів, закупівлю сучасної літератури та книжкові виставки, соціальну рекламу та вистави українською, найперше вирізняються Закарпаття, Черкащина, Херсонщина, Миколаївщина, Київщина, Рівненщина, Запоріжжя, Одещина, Дніпропетровщина, Харківщина та Сумщина.
Також ініційовано запуск близько 500 безоплатних мовних курсів, за що вдячний волонтерам, громадським організаціям, закладам культури та освіти. Деякі з них були спеціально розроблені для військових, комунальників, лікарів та дипломатів. Серед національних проєктів, які підтримувалися щиро і беззастережно, — Радіодиктанти національної єдності, Міжнародний конкурс з української мови імені Петра Яцика, Міжнародний мовно-літературний конкурс учнівської та студентської молоді імені Тараса Шевченка, національні та міжнародні форуми та конференції. Всі вони стали за ці роки рекордними за кількістю учасників з усіх континентів.
Окремий формат діяльності Уповноваженого — у наданні рекомендацій органам влади, які втілено у вигляді чинних законів та нормативно-правових актів. За безпосередньої участі Секретаріату ініційовано та розроблено зміни до безлічі важливих документів: законів України «Про національні спільноти (меншини) України», «Про корінні народи України», «Про медіа», «Про засудження та заборону пропаганди російської імперської політики в Україні і деколонізацію топоніміки», «Про захист прав споживачів», «Про правотворчу діяльність», «Про застосування англійської мови в Україні», «Про дошкільну освіту», «Про деякі питання у сфері міграції щодо підстав і порядку набуття та припинення громадянства України», «Кодекс України про адміністративні проступки», «Про професійну освіту»; «Про прокуратуру», «Про культуру», «Про гастрольні заходи в Україні», «Про видавничу справу», «Про державну підтримку книговидавничої справи в Україні», «Про внесення змін до деяких законів України щодо встановлення обмежень на ввезення та розповсюдження видавничої продукції, що стосується держави-агресора, Республіки Білорусь, тимчасово окупованої території України», «Про внесення змін до Закону України „Про освіту“ щодо забезпечення створення українськомовного освітнього середовища в закладах освіти», «Про громадянство України», «Про повну загальну середню освіту», «Про вищу освіту», «Про рекламу» (всі — зміни) та ін.
Серед важливих факторів подолання проблем із виконанням Закону про мову, які зафіксовані у всіх п'яти щорічних звітах, розміщених на офіційному сайті інституції, повинно стати неухильне виконання висновків та рекомендацій Уповноваженого щодо механізмів забезпечення ефективної реалізації державної мовної політики, спрямованих на захист державної мови, всебічний розвиток і функціонування державної мови у всіх сферах суспільного життя на всій території України, сприяння задоволенню мовних потреб українців, які проживають за межами держави; захист прав жестомовних осіб тощо. Вірю, що так і буде.
Підкреслю, що тимчасово окуповані території України стали справжнім полігоном для знищення всього українського: і громадян, і культури, і мови. Зважаючи на це я неодноразово наголошував на важливості збору фактів лінгвоциду в окупації та притягнення російських злочинців до відповідальності. Серед підтверджень нашої діяльності — зібрані докази мововбивства, низка спеціальних оглядів («Огляд щодо обмеження функціонування української мови на тимчасово окупованих територіях України», «Лінгвоцид на тимчасово окупованих територіях України в умовах повномасштабного вторгнення»), експозицій («Мововбивство — складова рашизму»), численні виступи та публічні заяви, співпраця з правозахисними організаціями та правоохоронними органами, про що йдеться на офіційному сайті Уповноваженого із захисту державної мови.
Як Уповноважений я приділяв увагу міжнародній співпраці. Так, у березні 2022 року наша інституція стала асоційованим членом Європейської федерації національних мовних інституцій, серед основних завдань якої — контроль за виконанням мовного законодавства, захист державних мов, збір матеріалів про мовну політику в ЄС, заохочення до вивчення офіційних європейських мов задля мовного та культурного розмаїття в ЄС. За цей час мені вдалося взяти участь у трьох генеральних асамблеях, виступити з доповідями, закликати до рішучої підтримки України в боротьбі проти країни-агресора. Впевнений, що такими кроками ми не тільки наближаємо наше повернення до європейської родини, — в її лоні українська обов'язково стане 25-ою офіційною мовою ЄС".

## Нагороди
Стипендіат Міжнародного благодійного фонду «Смолоскип» (2000—2002). Лауреат премії Кабінету Міністрів України «За внесок молоді у розбудову держави» («за творчі досягнення»);
нагороджений нагрудними знаками Міністерства освіти і науки: України «Відмінник освіти», «Софія Русова», «За наукові та освітні досягнення», знаком Національна гвардія України «За співпрацю», медаллю НАПН України «Григорій Сковорода».
Лауреат Всеукраїнської премії імені Івана Огієнка (2020), Премії імені Дмитра Нитченка (2022).
Почесний доктор Переяслав-Хмельницького державного педагогічного університету ім. Г. С. Сковороди
Член Національної спілки журналістів України, Національної спілки краєзнавців України.